# 喬皮奧爾科山 (阿亞庫喬大區)
13°56′08″S 74°31′04″W / 13.93556°S 74.51778°W
喬皮奧爾科山（Chawpi Urqu），是秘魯的山峰，位於該國中南部阿亞庫喬大區，由聖地亞哥德盧卡納馬爾卡區和桑科斯區負責管轄，屬於安地斯山脈的一部分，海拔高度4,400米。